# 402 Dywizja Strzelecka (ZSRR)
402 Dywizja Strzelecka (ros. 402-я стрелковая дивизия) – związek taktyczny (dywizja) Armii Czerwionej.
Sformowana w czasie II wojny światowej w mieście Stepanakert z żołnierzy azerbejdżańskich. Brała udział w interwencji w Iranie, następnie broniła Groznego przed niemieckim najeźdźcą.